# Objaw Erba
Objaw Erba (ang. Erb's phenomenon) – objaw występujący w tężyczce. Polega na zwiększonej pobudliwości nerwów ruchowych (np. nerwu twarzowego) na prąd galwaniczny. Zjawisko to opisał Wilhelm Heinrich Erb w 1874 roku.